# Beetley
Beetley – wieś w Anglii, w hrabstwie Norfolk, w dystrykcie Breckland. Leży 28 km na zachód od Norwich i 152 km na północny wschód od Londynu.
W 2001 miejscowość liczyła 1385 mieszkańców.